# Albert Wilhelm Pfeiffer

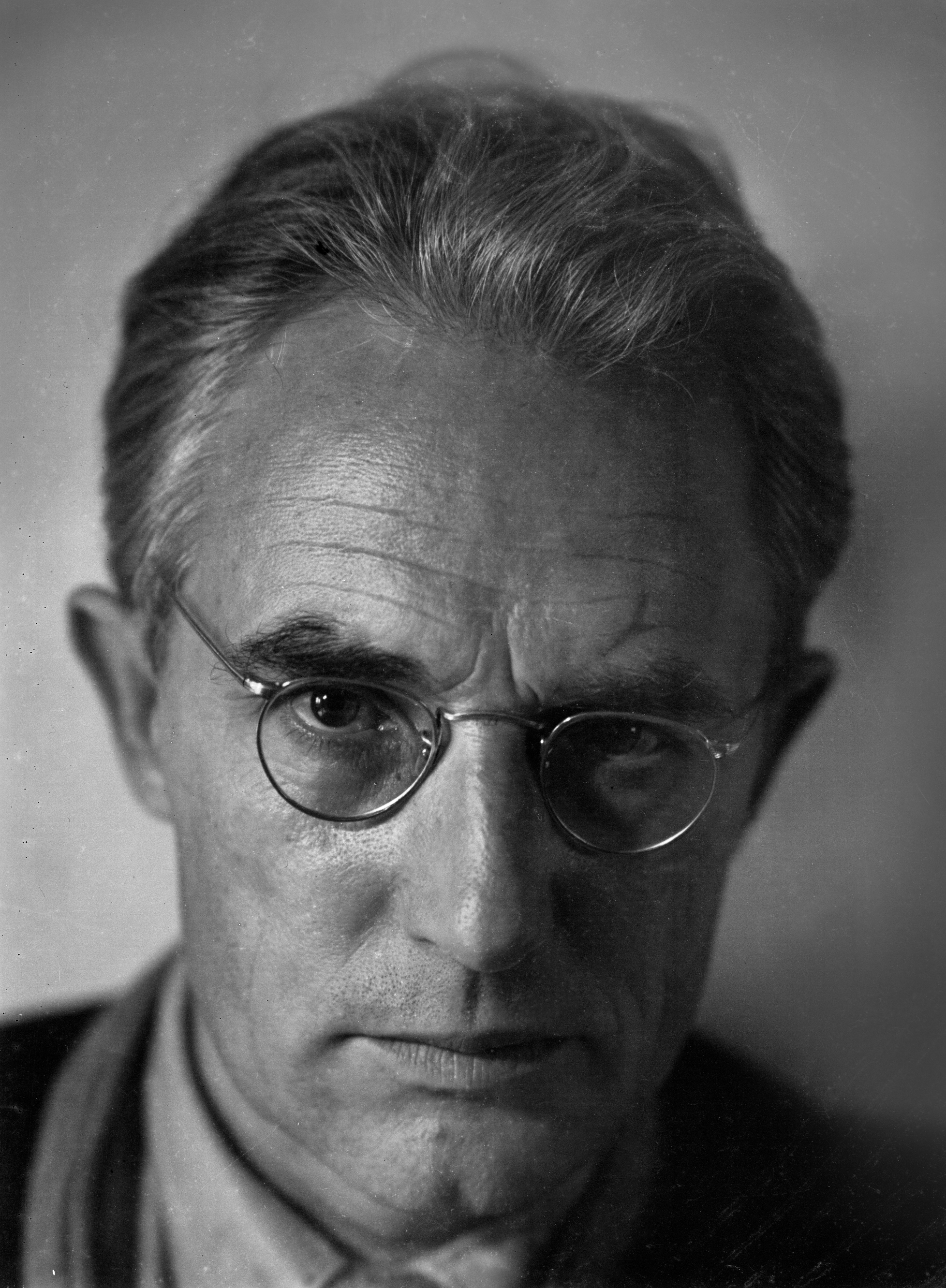
Albert Pfeiffer: Selbstporträt, 1947

Albert Wilhelm Pfeiffer (* 1. Mai 1901 in Tübingen; † 15. Oktober 1987 in Blaustein-Herrlingen) war ein deutscher Fotograf, Portraitist und Maler. International anerkannt wurde er als Portraitfotograf zwischen den 1920er-, und 1950er-Jahren und gegen Ende seines Lebens regional als Maler.

## Leben
Albert Wilhelm Pfeiffer war das erste Kind des Fotografenmeisters Albert Heinrich Pfeiffer und seiner Frau Wilhelmine Karoline (geb. Walker) und wurde am 1. Mai 1901 in Tübingen geboren.
Albert Wilhelm Pfeiffer hatte drei Geschwister: Eberhard Adolf „Pan“ Pfeiffer, Charlotte Pfeiffer und Hellmut Pfeiffer. Sein Bruder Hellmut Pfeiffer starb bereits im Kindesalter.
1905 zog die Familie von Tübingen nach Ulm/Donau, wo sein Vater in der König-Wilhelm-Straße 1 ein Haus erwarb und ein Fotoatelier eröffnete. Zum damaligen Zeitpunkt war Ulm eine Garnisonstadt, was der Familie Pfeiffer gute Einkommensmöglichkeiten mit Garnisons,- Kompanie- und Portrait-Fotografien eröffnete.
Die Kriegsjahre des Ersten Weltkriegs von 1914–1918 zogen die Einberufung des Vaters nach sich und die vorübergehende Schließung des Foto-Ateliers. In dieser Zeit versuchte sich Albert Wilhelm Pfeiffer an der Fotografie und experimentierte mit den eingelagerten fotografischen Gerätschaften und Materialien. Mit kleinen Fotoarbeiten und Aufnahmen konnte er die Familie finanziell unterstützen.
Nach Kriegsende und Heimkehr des Vaters wurde das Fotoatelier 1918 wieder eröffnet.

## Karriere als Fotograf
Nach Beendigung seiner Schulzeit an der Oberrealschule begann Albert Wilhelm Pfeiffer mit 17 Jahren im elterlichen Fotoatelier seine Berufsausbildung zum Fotografen. Er löste sich schon bald von der damals üblichen Art der Fotografie und übernahm Perspektiven und Beleuchtungstechniken, wie sie im damals noch jungen Medium des Films aufkamen.
Seine Lehr- und Wanderjahre führten ihn in die Städte Friedrichshafen, Solingen, Düsseldorf und Berlin. 1928 eröffnete Albert Wilhelm Pfeiffer sein erstes eigenes Atelier in Frankfurt am Main. Im gleichen Jahr heiratete er die Bühnenkünstlerin Johanna „Jona“ Elisabeth Köhler. Im Jahr 1929 kehrte er in das elterliche Geschäft seiner Eltern nach Ulm zurück, das mittlerweile an die Adresse Marktplatz 17 in Ulm verlegt worden war. Er erlangte nationale- und internationale Bekanntheit durch die Teilnahme an überregionalen Fotoausstellungen und Fotowettbewerben. Der zentrale Geschäftsstandort erwies sich als gewinnbringend, so dass sich das „Atelier Foto Pfeiffer“ zu einer guten Adresse in Ulm entwickelte. Namhafte Persönlichkeiten zählten zu den Kunden. Die Nähe zur künstlerischen Szene und den Theatern in Ulm, bescherten dem Atelier Aufträge von Künstlern, deren Tourneen und Gastspielreisen nach Ulm führten.
Im Jahr 1933 wurde sein einziges Kind, Joana Helen Elisabeth, geboren. Die junge Familie führte ein angesehenes, bürgerliches Leben.
Am 2. Februar 1934 legte Albert Wilhelm Pfeiffer seine Meisterprüfung vor der Handwerkskammer Ulm-Donau erfolgreich ab.
Zum 29. September 1938 übernahm er das „Atelier Foto Pfeiffer“ von seinem Vater Albert Heinrich Pfeiffer zu einem Preis von 15.000 RM.
Albert Pfeiffer arbeitete in den Zeiten des Erfolgs an der Verfeinerung seiner Aufnahmetechnik und künstlerischem Schliff. Besonders der Einsatz spezieller Objektiv-Konstruktionen, Verwendung von künstlicher Beleuchtung und dem fotografischen Edeldruck-Verfahren des Bromöldruck zeichneten seine Aufnahmen aus.
Er veröffentlichte zahlreiche Beiträge und Aufsätze zum Thema Fotografie und wirkte in berufsständischen Gremien mit. Durch seine fachliche Kompetenz beauftragten Hersteller von Kameras und Fotomaterial Albert Wilhelm Pfeiffer mit der Erprobung neuer Produkte.
Im Jahr 1941 wurde Albert Pfeiffer zum Militärdienst eingezogen. Er kam zur Luftschutz-Rekrutenausbildung nach Mühldorf/Mettenheim und danach weiter nach Paris-Orly, Frankreich, zum Luftgau Westfrankreich. Dort wurde er der Schirmbildstelle der Luftbildaufklärung zugeteilt. Seine Aufgabe bestand darin, die bei der Luftbildaufklärung gemachten Aufnahmen der Kartografie nutzbar zu machen, unter anderem für das Unternehmen „Seelöwe“ der deutschen Wehrmacht.
Am 17. Dezember 1944 fielen in Ulm Albert Pfeiffers Fotoatelier und sein ganzer persönlicher Besitz einem Bombenangriff zum Opfer. Seine Familie überlebte und fand nach der Ausbombung in der ländlich gelegenen Stadt Langenau eine neue Unterkunft.
Als nach der Landung der Alliierten Streitkräfte in der Normandie die Luftwaffenstandorte geschlossen wurden, zogen sich die Truppenteile in Richtung Reichsgebiet zurück. Albert Wilhelm Pfeiffer geriet auf dem Rückzug in Kriegsgefangenschaft und kam in das Kriegsgefangenenlager bei Mons in Belgien. Dort lernte er den Künstler HAP Grieshaber kennen, mit dem ihm eine lebenslange Freundschaft verband.
Nach Entlassung aus der Kriegsgefangenschaft kehrte er zurück zu seiner Familie und arbeitete ab 1945 wieder in seinem Beruf als Fotograf. Eine alte Kegelbahn in Langenau diente ihm als provisorisches Atelier. Er konnte an alte Erfolge anknüpfen und nahm ab 1949 mit seinen Arbeiten wieder an zahlreichen Fotowettbewerben und Ausschreibungen im In- und Ausland teil. Ab 1950 war das „Atelier Foto Pfeiffer“ wieder in Ulm in der Münchner Straße 40 zu finden.
1970 übersiedelte Albert Pfeiffer nach Herrlingen bei Ulm.

## Karriere als Maler

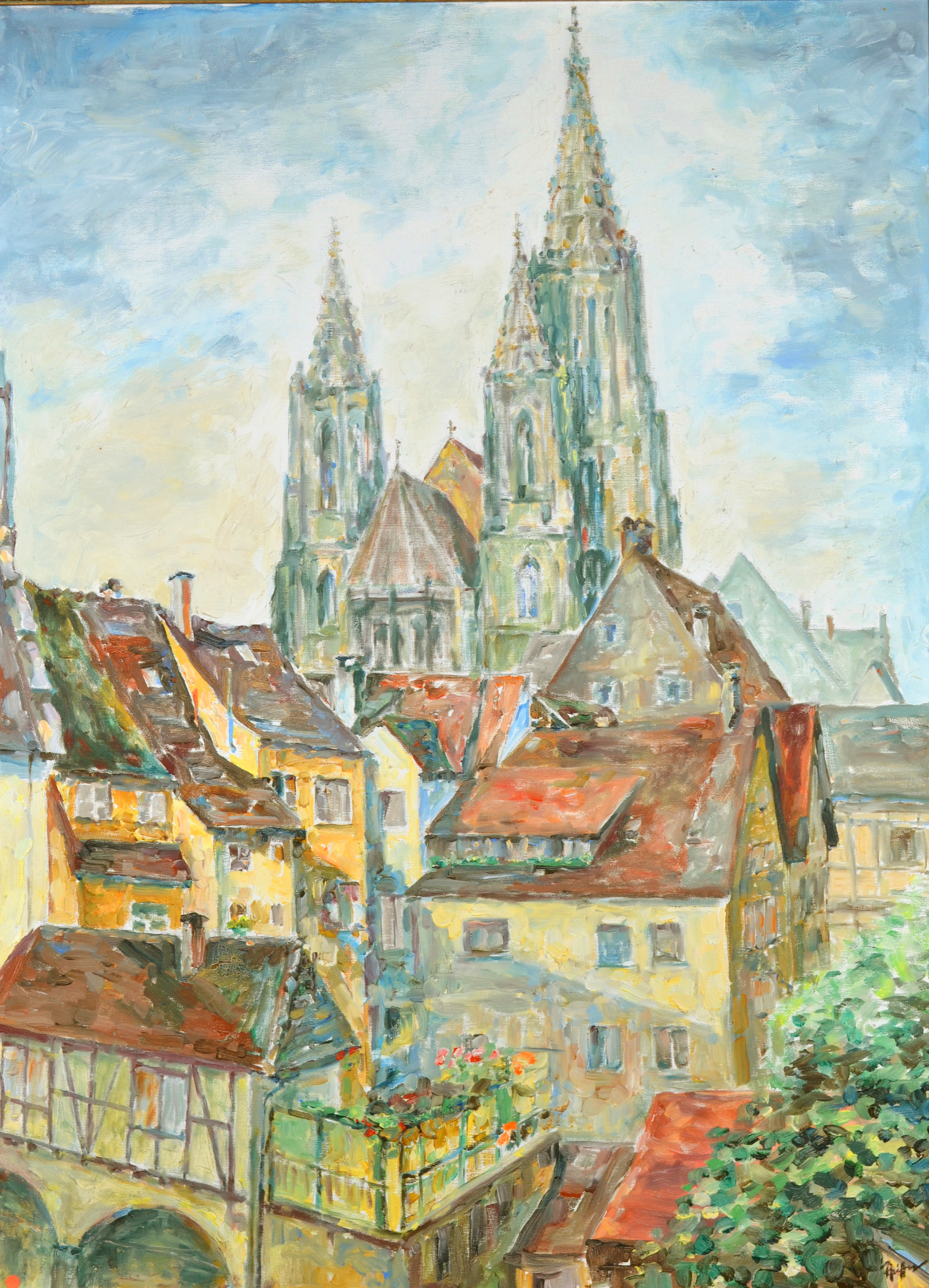
Ölgemälde von Albert Pfeiffer. Ulmer Altstadt mit Münster

In der letzten Dekade seines Lebens widmete sich Albert Pfeiffer schließlich ganz der Malerei. Es entstand ein reichhaltiges Œuvre an unterschiedlichsten Studien, Zeichnungen, Gemälden in Aquarell- und Öl-Technik. Die Bandbreite reicht von Porträts, Landschafts- und Stadtansichten bis hin zu abstrakten und kubistischen Werken.
In den 1980er Jahren haben zwei Gemälde-Ausstellungen zu Lebzeiten von Albert Pfeiffer seine Werke dem Publikum zugänglich gemacht (12. September 1980 – 21. September 1980 und 27. Oktober 1982 – 7. November 1982, jeweils im Edwin-Scharff-Haus in Neu-Ulm).
Eine posthume Ausstellung (12. Oktober 1991 – 30. Oktober 1991, ebenfalls im Edwin-Scharff-Haus in Neu-Ulm) mit seinen späten Gemälden zeigten den Künstler von seiner experimentierfreudigen Seite.
Insgesamt sind schätzungsweise 1.000 Gemälde und Zeichnungen entstanden.
Albert Pfeiffer starb am 15. Oktober 1987 in Blaustein, Ortsteil Herrlingen. Seine Grabstätte befindet sich auf dem Friedhof in Herrlingen.
Von 1987 bis 2021 existierte die Galerie Pfeiffer als Privatsammlung im Haus von Albert Wilhem Pfeiffer in Blaustein. In dieser Zeit waren die fotografischen sowie gemalten Werke der Öffentlichkeit nach Voranmeldung zugänglich.
Im Jahre 2008 übergab seine Tochter Joana Helen Elisabeth einen Teil seines fotografischen Nachlasses an das Stadtarchiv Ulm. Im Jahre 2021 wurde der gesamte, verbliebene fotografische Nachlass von Albert Pfeiffer dem Stadtarchiv Ulm übergeben.

## Auszeichnungen und öffentliche Ausstellungen
- 1927 Ehrenpreis der Handwerkskammer Ulm, Ulm, Deutschland[5]
- 1928 „Blue Ribbon for International Photography“, Ohio, Vereinigte Staaten von Amerika[5]
- 1929 Ehrenpreis des Staatspräsidenten von Bayern, München, Deutschland[5]
- 1935 Gausieger Handwerker-Wettkampf, Stuttgart, Deutschland[5]
- 1938 Gausieger Handwerker-Wettkampf, Stuttgart, Deutschland[5]
- 1938 Reichssieger Handwerker-Wettkampf, Frankfurt/Main, Deutschland[5]
- 1940 Reichssieger Handwerker-Wettkampf, Stuttgart, Deutschland[5]
- 1949 International Exhibition of Photography, Chicago, Vereinigte Staaten von Amerika[5]
- 1949 Internationale Kunstausstellung für Photographie, Innsbruck, Österreich[5]
- 1949 Internationale Kunst-Photoausstellung, Klagenfurt, Österreich[5]
- 1949 A Soziedade de Fluminense de Photographia, Rio de Janeiro, Brasilien[5]
- 1949 The Royal Photographic Society, London, Großbritannien[5]
- 1949 Swedish Master Competition, Stockholm, Schweden[5]
- 1971 Ehrung der Handwerkskammer Ulm zum 65-Jährigen Bestehen des Ateliers Albert Pfeiffer, Ulm, Deutschland[5]
- 1980 Einzelausstellung „Ulm in Bildern“, Neu-Ulm, Deutschland[6][5]
- 1982 Einzelausstellung „Ulm von seiner schönsten Seite“, Neu-Ulm, Deutschland[5]
- 1991 Einzelausstellung „Die letzte Schaffensphase von Albert Pfeiffer“, Neu-Ulm, Deutschland[5]
- 2014 Ausstellung „Geschichte der Fotografie in Langenau“, Langenau, Deutschland[7]

## Rezensionen
„Pfeiffer zeigt erstmals Ölbilder und Aquarelle im Edwin-Scharff-Haus. Die Lichtereffekte des Bildes lassen nicht zaudern, obwohl es in der glänzenden schwarz weiß Reproduktion etwas härter wirkt als im Original — das weich gezeichnet die Konturen in braun- beigen Tönen hervorlockt und, als eine der besten fotografischen Arbeiten des Deutschlands der dreißiger Jahre von Ulm aus weit über die Grenzen Europas bekannt wurde.“

„Die Ulmer Altstadt bietet ohnehin eine malerische Kulisse. Wenn zudem ein Maler mit breitkrempigem Strohhut und Sonnenschirm davorsitzt, greifen Ulm-Besucher so hurtig zum Fotoapparat wie Cowboys zum Halfter. … Der Mann mit Strohhut, der auf zahllosen Erinnerungsfotos an Ulm den Vordergrund abgibt, heißt Albert Pfeiffer und ist älteren Ulmern als Portraitfotograf von Rang und Namen bekannt.“

„Das bildnerische Gestalten laßt den Albert Pfeiffer nicht los. Auf seine alten Tage ist Pfeiffer, der morgen in Herrlingen seinen 85. Geburtstag feiert, noch als Maler aktiv. Früher dagegen hat der Ulmer seine Umwelt mit den Augen des Fotografen angeschaut. Zahlreiche Auszeichnungen belegen, daß Albert Pfeiffer ein Lichtbildner von Rang gewesen ist.“

## Publikationen
- Albert Wilhelm Peiffer: Ulm – Münsterstadt an der Donau, Kunstdruck-Mappe, Eigenverlag, Blaustein 1979
- Bernhard Trucksäß: Ein Leben in Gesichtern – Albert Pfeiffer zu seinem 85. Geburtstag, Bildband, Eigenverlag: Hrsg. Joana Trucksäß, Blaustein 1986,
- Emanuel Königer: Die Geschichte der Fotografie in Langenau, Aufsätze zur Geschichte der Stadt Langenau, Heft 12, Langenau 2014